# Body (Film)
Body (Originaltitel: Ciało) ist eine polnische Filmproduktion der Regisseurin Małgorzata Szumowska aus dem Jahr 2015. Der Film hatte seine Premiere im Wettbewerb der Internationalen Filmfestspiele Berlin. Der deutsche Kinostart war am 29. Oktober 2015.

## Handlung
Janusz ist Staatsanwalt in Warschau. Bei Verbrechen untersucht er die Tatorte und nimmt die Einzelheiten für die weiteren Ermittlungen auf. Vor sechs Jahren starb seine Frau Helena. Seitdem leidet ihre Tochter Olga an Magersucht. Janusz bringt sie in einem Krankenhaus unter. Dort arbeitet die Therapeutin Anna mit einer Gruppe magersüchtiger Mädchen.
Seit dem Tod ihres eigenen halbjährigen Sohnes kann Anna Verbindungen zu Toten herstellen und Botschaften überbringen. Mit dieser Fähigkeit hat sie verschiedenen Leuten geholfen, den Tod von Angehörigen seelisch zu verarbeiten. Sie spricht auch mit Olga darüber. Ihr Vater sieht das sehr kritisch und ersucht den behandelnden Arzt, Anna als Therapeutin zu ersetzen.
Als auf einem Blatt Papier in einer Schublade in Janusz’ Wohnung ein Text auftaucht, von dem Janusz annimmt, er sei von seiner verstorbenen Frau, bittet er Anna um eine Sitzung. Bei dieser Sitzung soll über Anna als Medium eine Verbindung zu Helena aufgebaut werden. Dies misslingt. Olga gibt zu, den Text geschrieben zu haben.
In der letzten Szene lächeln sich Janusz und Olga über den Tisch hinweg an.

## Rezeption
Dietmar Dath schrieb in der FAZ, Szumowska komponiere „unter Verwendung mitleiderregend verwahrloster Themen, Situationen, Schauplätze und Figuren“ mit „finster komödiantischer Gelassenheit über neunzig Minuten ein ganz neues Genre: den Gespensterfilm, in dem die Menschen spuken und das Gespenst aus Menschenangst wegbleibt“.
Auch Julia Korbik in The European greift den Humor des Filmes auf: Trotz des ernsten Themas gäbe es in Body viel Situationskomik, „etwa wenn Anna versucht, Janusz vom Glauben an Botschaften aus dem Jenseits zu überzeugen – und es in Janusz’ Gesicht vor unterdrücktem Lachen zuckt“. Insgesamt sei Małgorzata Szumowska „ein kleiner, berührender Film darüber gelungen, wie wir unseren Körper dafür benutzen, um mit bestimmten Dingen fertig zu werden“.
Anke Sterneborg bemerkte auf RBB Kulturradio, Szumowska zeichne „in dumpfen, fahlen, verwaschenen Farben“ ein „deprimierendes Bild ihres Landes, wobei man ihre Herkunft aus dem Dokumentarfilm spürt“. Doch wie schon bei Im Namen des … würde sie auch in diesem Film „auf ganz wunderbare Weise die ernüchternde Realität mit einer zärtlichen Menschlichkeit und einem überraschenden Lichtblick am Ende“ unterlaufen.

## Auszeichnungen
- Berlinale 2015: Silber Bär – Beste Regie für Małgorzata Szumowska (gemeinsam mit Radu Jude für Aferim!)
- Gdynia Film Festival 2015: Bester Film, Bester Darsteller (Janusz Gajos), Bester Nachwuchsdarstellerin (Justyna Suwała), Bester Ton
- Europäischer Filmpreis 2015: Jurypreis – Bester Schnitt für Jacek Drosio, eine weitere Nominierung für die beste Regie
- Europäischer Filmpreis 2016: Publikumspreis